# Luz
luz（ルス、1993年7月23日 - 2025年8月19日）は、日本の男性歌い手である。身長182cm。福井県出身。XYZのオーガナイザー。イメージカラーは白。本名は帯刀 光司（たてわき こうじ）で、自身の30歳の誕生日となる2023年7月23日にX（旧Twitter）で初めて公開した。

## 略歴
- 2010年10月、ニコニコ動画に 動画 を初投稿。
- 2013年12月、「EXIT TUNES ACADEMY」に初参加。
- 2014年
  - 8月、「EXIT TUNES ACADEMY-EXIT TUNES 11th ANNIVERSARY SPECIAL-@さいたまスーパーアリーナ」に出演[4]。
  - 10月1日、1stアルバム「tWoluz」をリリース、オリコンデイリーランキング3位を獲得[5]。
  - 12月、「EXIT TUNES ACADEMY FINAL COUNTDOWN SPECIAL 2014-2015」に出演。.
- 2015年
  - 2月、「XYZ TOUR 2015」を開催。
  - 7月 - 8月、「XYZ TOUR 2015 -SUMMER-」を開催[6]。
  - 10月3日、代官山UNITにて行われた蝶々Pワンマン Premium Live ｢Life＆Lovers｣に出演[7]。
  - 10月7日、2ndアルバム「Labyrinth」をリリース、オリコンウィークリーランキング3位を獲得[8]。
  - 11月3日、とらのあな仙台店にて「Labyrinth」のインストアイベントを開催。
  - 11月7日、横浜文化体育館にて行われた｢EXIT TUNES ACADEMY UNDOKAI 2015〜秋の大運動会〜｣に出演[9]。
  - 11月8日、とらのあな池袋店にて｢Labyrinth｣と｢KRAD PARADOX｣のインストアイベントをkradnessとともに開催。
  - 12月18日、Duo MUSIC EXCHANGEにて行われた｢たいばん！｣に出演[10]。
  - 12月31日、TOKYO DOME CITY HALLにて行われた｢After the Rain COUNTDOWN PARTY 2015-2016｣に出演[11]。
- 2016年
  - 2月 - 3月、「XYZ TOUR 2016 -DJ Style-」を開催[12]。
  - 3月、「EXIT TUNES ACADEMY HALL TOUR 2016」に出演[13]。
  - 6月、初のワンマンツアー｢luz 1st TOUR -GENESIS-｣を東名阪で開催[14]。
  - 7月2日、luz MEMBERS会員限定ライブ ｢luz 1st TOUR -GENESIS- MEMBERS ONLY｣を東京キネマ倶楽部にて開催。
  - 8月 - 11月、「XYZ TOUR 2016 -SUMMER-」を開催[15]。
  - 10月15日、横浜文化体育館にて行われた｢EXIT TUNES ACADEMY UNDOKAI 2016〜秋の大運動会｣に出演[16]。
  - 11月 - 12月、『【18】 キミト ツナガル パズル』とコラボ開催[17]。
- 2017年
  - 1月 - 3月、｢XYZ TOUR 2017-DJ Style-｣を開催[18]。
  - 2月14日、｢XYZ TOUR 2017-Valentine’s Night Ladies Only-｣を新宿ReNYにて開催。
  - 5月、「 ひきこもりたちでもフェスがしたい！」に出演[19]。
  - 6月28日、3rd album「Reflexión」をリリース、オリコンウィークリーランキング9位を獲得[20][21]。
  - 6月 - 8月、3rd album「Reflexión」のリリースイベントを開催。
  - 7月、「2nd TOUR -Reflexión-」を開催[22]。
  - 8月 - 9月、「XYZ TOUR 2017 -SUMMER-(国内)」を開催[23]。
  - 10月、「XYZ TOUR 2017 -SUMMER-(韓国・上海)」を開催。
  - 11月11日、｢EXIT TUNES ACADEMY UNDOKAI 2017〜秋の大運動会〜｣に出演[24]
  - 11月30日、｢ROCK AND READ vocal｣にて表紙と裏表紙を担当[25]。
- 2018年
  - 1月 - 3月、｢XYZ TOUR 2018-DJ Style-｣を開催[26]。
  - 2月14日、｢XYZ TOUR 2018-Valentine’s Night Ladies Only-｣をTSUTAYA O-EASTにて開催。
  - 3月14日、｢XYZ TOUR 2018-Whiteday Night Mens Only｣を下北沢GARDENにて開催。
  - 6月20日、1st Single ｢SISTER｣ をリリース、オリコンランキング2位を獲得[27]。
  - 6月 - 7月、｢luz 3rd TOUR -SISTER-｣を開催[28]。
  - 8月 - 9月、｢XYZ TOUR 2018 -SUMMER-｣を開催[29]。
  - 10月20日、大阪府立体育会館にて行われた｢EXIT TUNES ACADEMY UNDOKAI 2018〜秋の大運動会〜｣に出演[30]。
  - 11月10日、横浜文化体育館にて行われた｢EXIT TUNES ACADEMY UNDOKAI 2018〜秋の大運動会〜｣に出演。
  - 11月 - 12月、｢LIVE THEATER 『Royal Scandal〜秘恋の歌姫〜』｣を品川プリンスホテルにて舞台化、開催[31]。
  - 12月、Royal Scandal初のツアー、｢Royal Scandal WONDER TOUR -BITTER＆SWEET｣を開催[32]
  - 12月 25:30〜26:00、｢るすのラジオやけど｣がスタート[33]。
- 2019年
  - 2月 - 4月、｢XYZ TOUR 2019-DJ Style-｣｢-Valentine’s Night Ladies Only-｣｢Mens Only Night｣を開催[34]。
  - 2月14日、｢XYZ TOUR 2019-Valentine’s Night Ladies Only-｣を新木場STUDIO COASTにて開催。
  - 3月24日、｢XYZ TOUR 2019-Mens Only Night-｣を新宿ReNYにて開催。
  - 3月23日、｢luz MEMBERS MEETING Vol3〜3周年やけど〜｣をMY HUMBLE HOUSE TOKYOにて開催。
  - 3月30日、豊洲PITにて行われた｢i-STAR FESTIVAL 2019｣にRoyal Scandalとして参加[35]。
  - 6月23日、西武ドームにて行われたひきこもりたちでもフェスがしたい！〜世界征服I@メットライフドーム〜に出演[36]。
  - 6月 - 8月、｢luz 4th TOUR -FANTIC- ｣を開催[37]。
  - 7月23日、｢luz 4th TOUR -FANTIC- MEMBERS ONLY｣をTSUTAYA O-EASTにて開催。
  - 8月24日、新木場STUDIO COASTにて行われた｢Beautiful Beast Fest.｣に出演。
  - 8月 - 9月、｢XYZ TOUR 2019 -SUMMER- ｣を開催[38]
  - 9月28日、｢XYZ TOUR 2019 -YOKOHAMA ARENA- ｣を横浜アリーナにて開催[39]。
  - 10月12日、｢XYZ TOUR 2019 -SHANGHAI-｣を上海 VAZ LIVEにて開催。
  - 10月13日、｢XYZ TOUR 2019 -HONGKONG-｣を香港 E-MAXにて開催。
  - 12月18日、Royal Scandal 1st Album「Q&A -Queen and Alice-」を発売[40]。
  - 12月-1月、｢Royal Scandal WONDER TOUR 2019 -QUEEN & ALICE-｣を開催。
- 2020年
  - 1月、｢Q&A-QUEEN and Alice｣発売記念リリースイベントを開催。
  - 1月13日、Zepp Tokyoにて行われた｢あらなるめいのおとしだま♡～なるめいの生誕祭 もうこれ、XYZやん！！！！！～｣にゲストとして出演[41]。
  - 2月14日、｢XYZ TOUR 2020 -Valentine's Night Ladies Only-｣をZepp Tokyoにて開催。
  - 7月23日、｢luz 10th Anniversary Project -REVIVE-｣をStreaming＋で開催[42]。
  - 同日、｢luz 10th Anniversary Project -REVIVE- BIRTHDAY PARTY｣をluz MEMBERS会員限定で開催。
- 2021年
  - 1月27日、2nd single｢Rose｣を発売、オリコンウィークリーランキング8位を獲得[43]。
  - 2月20日・21日、2nd single｢Rose｣リリース記念オンラインイベント ｢2人っきりやけど｣を開催
  - 4月10日・4月18日、東京と大阪の2箇所で ｢luz MEMBERS MEETING Vol.4 〜ひさしぶりやけど〜｣を開催
  - 7月 - 8月、｢luz 5th TOUR -ELEVEN-｣を開催[44]。
  - 8月1日、東京ドームにて行われた｢ひきこもりたちでもフェスがしたい！～世界征服Ⅱ＠東京ドーム～ONLINE ｣に出演[45]。
  - 8月22日、地元である福井県の｢ふくいブランド大使｣に就任した[46]。
  - 9月5日、「luz 5th TOUR -ELEVEN-｣のZepp Tokyo公演の映像を配信
  - 10月27日、4th Album「FAITH」をリリース[47]。
  - 12月、「luz 6th TOUR -FAITH-」を開催[48]。
- 2024年
  - 1月11日、向精神薬取締法違反（所持及び使用）で逮捕される[49]。
  - 1月30日、ポニーキャニオンが、逮捕されたことは事実であると公表し、同日付で契約解除としたことを発表[49]。
  - 5月21日、懲役1年8か月、執行猶予3年の有罪判決が確定[49]。
  - 6月10日、謝罪のコメントを発表[49]。
- 2025年
  - 8月19日、死去。32歳没。翌20日に、公式Xが発表した[50]。

## 人物
ソーシャルミュージックシーン発の男性シンガー。2010年に動画共有サイトに動画を初投稿。
「EXIT TUNES ACADEMY」をはじめとしたライブイベントに多数出演して知名度を高め、2014年10月に1stアルバム「tWoluz」を発表。
同年2月より自身がオーガナイザーを務める「XYZ TOUR」を実施。以降、「XYZ TOUR」は定期的に行われ、全国で約2万人を動員する人気イベントへと成長、2019年9月には神奈川・横浜アリーナにて「オールナイトニッポン0（ZERO）presents XYZ TOUR 2019 -YOKOHAMA ARENA-」を開催した。
2016年6月には自身初のワンマンライブツアー「luz 1st TOUR -GENESIS-」を実施した。
2017年6月、オリジナル曲のみで構成されたアルバム「Reflexión」をリリース。同年7月からは全国ツアー「luz 2nd TOUR -Reflexión-」を開催した。
2018年6月には1stシングル｢SISTER｣をリリース。同年6月から7月にかけては3rdワンマンツアー｢luz 3rd TOUR -SISTER-｣を開催した。
2019年12月には奏音69、RAHWIAとともにRoyal Scandal名義で1stアルバム「Q&A -Queen and Alice-」を発表した。
2020年7月には自身の活動10周年を記念した配信ライブ「luz 10th Anniversary Project -REVIVE-」を開催。
2021年1月には初めて自身が作詞作曲を手がけた「Rose」をシングルリリースした。
同年7月には「luz 5th TOUR -ELEVEN-」を開催。
10月にはサウンドプロデュースに堀江晶太（PENGUIN RESEARCH）を迎えて4thアルバム「FAITH」を発表。12月にはアルバムを携えた全国7都市ツアー「luz 6th TOUR -FAITH-」を開催。
2024年1月30日、ポニーキャニオンがluzとの契約解除を発表した。契約解除理由は「luzが違法薬物所持の疑いで逮捕されたこと」とした。4月20日に予定していた配信ライブ「luz 9th TOUR‐AMULET CEREMONY‐ONLINE」の開催を中止することも併せて発表された。有罪判決が確定し、謝罪コメントを発表した。
2025年8月19日、急逝。

## エピソード
- 活動名を決める配信をしていた際、本名の一部の「光」が入っている名前にしたいということからリスナーからのコメントにあったスペイン語で光という意味のある｢luz｣に決まった[66]。
- 日本人の父親、アメリカ・ドイツ・フィリピン（祖母がフィリピン、祖父がアメリカ×ドイツ）のクォーターの母親の元に生まれたワンエイスであり、祖母の影響でタガログ語が堪能である。[67]
- ファンマークは🥀（バラ）。リスナーの名前にバラのマークがついており本人は｢なんでだろうな｣と思っていたが、2018年の配信以降ファンマークであることを理解し、自らも使用するようになった[68]。
- 高校生当時はギターを希望し軽音楽部に所属したがボーカルがいないということでボーカルを担当していた[69]。
- 本人が1番影響を受けたのはJanne Da Arc、Acid Black Cherryのyasu。[69]
- 2020年10月、レイというラグドールの男の子を飼い始めた。本人曰く｢レイくんだけ輝いてて運命感じた｣[70]
- 同じく歌い手のまふまふやそらる、天月、浦島坂田船、nqrse、めいちゃんなどと交流がありまふまふとそらるには犬と呼ばれることがある[71]。
- 歌い手界随一の天然として有名。まふまふ曰く｢普通は少し抜けてるくらいだけど彼は天然のバロメーターが振り切れてる｣｢彼だけずっとパラレルワールドから話してるみたいな感じ｣との事[71]。

## ディスコグラフィ
最高位は、オリコンウィークリーチャートに基づく。

### 配信限定シングル
| 発売日         | タイトル                                      | レーベル         | クレジット                           |
| -------------- | --------------------------------------------- | ---------------- | ------------------------------------ |
| 2020年8月26日  | 大切な人たちへ -luz 10th Anniversary Arrange- | XYZP             | 作詞・作曲：傘村トータ               |
| 2021年1月1日   | 紡縁 (feat. 亜沙)                             | ポニーキャニオン | 作詞・作曲：亜沙                     |
| 2021年7月21日  | FAITH                                         | ポニーキャニオン | 作詞：luz/作曲：堀江晶太             |
| 2021年8月20日  | ダーリン・ブルー                              | ポニーキャニオン | 作詞・作曲：すりぃ                   |
| 2021年12月10日 | Despair                                       | ポニーキャニオン | 作詞・作曲：堀江晶太                 |
| 2022年6月24日  | CARNIVAL                                      | ポニーキャニオン | 作詞：香椎モイミ/作曲：堀江晶太      |
| 2023年6月21日  | Ruthless                                      | ポニーキャニオン | 作詞：TOPHAMHAT-KYO/作曲：FAKE TYPE. |
| 2023年7月10日  | 幽世                                          | ポニーキャニオン | 作詞・作曲：すりぃ                   |
| 2023年10月13日 | MONSTER'S CRY                                 | ポニーキャニオン | 作詞・作曲：堀江晶太                 |

### タイアップ
| 楽曲                 | タイアップ                                             | 時期   |
| -------------------- | ------------------------------------------------------ | ------ |
| 未知数のファインダー | 無料WEBコミック「俺の先輩。」主題歌                    | 2014年 |
| SISTER               | TVアニメ「Cutie Honey Universe」エンディングテーマ     | 2018年 |
| Rose                 | フジテレビ系音楽番組｢Lovemusic｣2月度エンディングテーマ | 2021年 |

### 参加作品
- 『非日常談話・怪奇七編』（2013年8月12日発売）[76]
  - 歌ってみた&ドラマ・アルバム。「指切り」「星の唄」で参加。
- 『AUTOGRAPH』（2013年8月12日発売）
  - MOVE ON Entertainmentのコンピレーション・アルバム。「Hello, Worker」で参加。
- 『拝啓、水底より。』（2013年8月12日発売）
  - PolyphonicBranch全曲描き下ろしコンピレーション・アルバム。「僕はこうして緩やかに死んでゆく」で参加。[77]
- 『EXIT TUNES PRESENTS 神曲を歌ってみた 7』（EXIT TUNES / 2013年10月16日発売 / QWCE-00305）
  - 「サリシノハラ」で参加。
- 『イケメンボイスパラダイス 7』（EXIT TUNES / 2013年12月18日発売 / QWCE-00305）
  - 「威風堂々」「サイノウサンプラー」「いーあるふぁんくらぶ」で参加。
- 『wonder heart』（2013年12月31日発売）
  - ボカロ・UTAUカバーアルバム。「吉原ラメント」で参加。
- 『ハニワ曲歌ってみた4』（HoneyWorks / 2013年12月31日発売）[78]
  - HoneyWorksのアルバム。「ペットショップガール」で参加。
- 『EXIT TUNES PRESENTS STAGES』（EXIT TUNES / 2014年3月5日発売 / QWCE-00356）
  - 「チェリーハント」「GALLOWS BELL」で参加。
- 『Parallel Universe -tribute to ジミーサムP-』（EXIT TUNES / 2014年10月15日発売 / QWCE-00376）
  - 「Afterglow」で参加。
- 『EXIT TUNES ACADEMY BEST 4』（EXIT TUNES / 2014年12月17日発売 / QWCE-00411）
  - 「心做し」で参加。
- 『#IVPB〜イケメンボイスパラダイスベスト〜』（EXIT TUNES / 2015年3月4日発売 / QWCE-00441）[79]
  - 「夢喰い白黒バク」で参加。
- 『ファンタズムヒーロー』（ぷす / 2015年12月31日発売）[80]
  - ぷすのオリジナル楽曲を収録したコンピレーション・アルバム。「ID」で参加。
- 『NEGATIVE』（nqrse / 2016年12月31日発売）[81]
  - nqrseのアルバム。「パラサイト」で参加。
- 『Tasogare Archive』（buzzG / 2017年12月29日発売）[82]
  - buzzGのアルバム。「星の唄」で参加。
- 『ハイエンドプリンス』（ぷす / 2017年12月29日発売）[83]
  - ぷすのオリジナル楽曲を収録したコンピレーション・アルバム。「シュガーヘイト」で参加。
- 『Anaphylaxie Bee』(栗山夕璃(蜂屋ななし)／2020年10月13日発売)[84]
  - 栗山夕璃(蜂屋ななし)のフルアルバム。「8月23日」で参加。
- 『Doll in Doom<マガツノート:DRAMA>』(マガツノート, luz, 悪魔斡旋会社DD, メフィスト(森久保祥太郎)／2022年11月6日発売)
- 『人生に拍手喝采を』(ちゃんげろソニック／2022年11月27日発売)
- 『顔も本名も知らなくったって俺ら友達だろう?』(ちゃんげろソニック／2022年11月27日発売)

### コンピレーション
- 『18 edge』（EXIT TUNES / 2017年1月16日発売 / QWCE-00712）[85]
  - 【18】キミト ツナガル パズル】×アーティストコラボ曲を集めたアルバム。「R-18」を収録。

## 参加サークル

### Royal Scandal
『Royal Scandal』とは、luz（vocal）、奏音69（compose）、RAHWIA（illustration）によるサークルである。
略称「ロイスキャ」。2014年、奏音69の「チェリーハント」をluzとRAHWIAがカバーした事をきっかけに結成。
同年「クイーンオブハート」で活動開始。
童話をモチーフにした世界観を軸に、音楽と映像によるシリーズ作品を展開している。
2024年、luzの薬物所持罪を受けて、共同での活動を終えるとX(旧Twitter)にて報告をしている。
同年7月8日、奏音69とRAHWIAの2人で活動を継続、固定ボーカルを置かず楽曲ごとに異なるキャストボーカル制を採用することを発表。
2025年、プロジェクトセカイ カラフルステージ! feat. 初音ミクに「クイーンオブハート / 巡音ルカ」が楽曲追加

### 配信限定シングル
| 発売日         | タイトル                                                | レーベル         |
| -------------- | ------------------------------------------------------- | ---------------- |
| 2022年5月20日  | チェシャーゲーム                                        | ポニーキャニオン |
| 2022年8月19日  | BULLET                                                  | ポニーキャニオン |
| 2022年9月30日  | ワンダーランドインアリス                                | ポニーキャニオン |
| 2024年7月21日  | アンチ・クイーンオブハート feat. Fuki(Unlucky Morpheus) |                  |
| 2024年8月31日  | ビーストインザビューティ feat. SERRA                    |                  |
| 2024年10月12日 | ビタースウィート feat. しゅーず                         |                  |
| 2024年11月3日  | マジックリングナイト feat. 弱酸性                       |                  |
| 2024年12月21日 | マーメイドシアター feat. 町田ちま(にじさんじ)           |                  |
| 2025年3月12日  | チェリーハント feat. 奏音69                             |                  |
| 2025年6月12日  | REVOLVER feat. 9Lana                                    |                  |

ミニアルバム
アルバム
ライブ

## 出演

### 舞台
- LIVE THEATER「Royal Scandal～秘恋の歌姫（ディーヴァ）～」（2018年11月22日～12月2日）[特 8][116][117]

### 声優
- 銀盤男子-フィギュメン-PV（2014年、西国原宗太）
- Cutie Honey Universe (2018年、ハニー軍団2)

### DVD
- 『ひきこもりでも旅がしたい!〜大自然に放り出されたボクら・軽井沢編〜 』（2016年8月14日、犬 役）
- 『ひきこもりでも旅がしたい！〜Vol4〜』

### その他
- 「ひきこもりでも〇〇したい！！｣
- 「ひきこもりでも〇〇したい！！2nd｣

### 雑誌
- 2.5 Song MATE 2012年5月号（2012年4月16日、フールズメイト）
- 2.5 Song MATE 2013年4月号（2013年2月20日、フールズメイト）
- 2.5 Song MATE 2013年10月号（2013年8月20日、フールズメイト）
- 2.5 Song MATE 2014年10月号（2014年8月20日、フールズメイト）
- 2.5 Song MATE 2014年12月号（2014年10月20日、フールズメイト）
- 歌ってみたの本 January 2015（2014年12月1日、KADOKAWA）ISBN 978-4047301368
- Click Clap!! 2016年 3月号（2015年1月20日、グリニッジクリエイティブマネジメント）
- 歌ってみたの本 March 2015（2015年1月31日、KADOKAWA）ISBN 978-4047302624
- 歌ってみたの本 Presents NEXT GENERATIONS!（2015年3月18日、KADOKAWA）ISBN 978-4047303744
- 歌ってみたの本 May 2015（2015年4月1日、KADOKAWA）ISBN 978-4047304581
- 歌ってみたの本 July 2015（2015年6月1日、KADOKAWA）ISBN 978-4047305793
- 歌ってみたの本 September 2015（2015年8月1日、KADOKAWA）ISBN 978-4047306370
- 歌ってみたの本 November 2015（2015年10月1日、KADOKAWA）ISBN 978-4047307001
- Click Clap!! 2016年 1月号（2015年11月20日、グリニッジクリエイティブマネジメント）
- 歌ってみたの本 January 2016（2015年12月1日、KADOKAWA）ISBN 978-4047308329
- 歌ってみたの本 Heroines（2015年12月12日、KADOKAWA）ISBN 978-4047308886
- 歌ってみたの本 March 2016（2016年2月1日、KADOKAWA）ISBN 978-4047309210
- 歌ってみたの本 May 2016（2016年4月1日、KADOKAWA）ISBN 978-4047340879
- Click Clap!! 2016年 7月号（2016年5月20日、グリニッジクリエイティブマネジメント）
- Click Clap!! 2016年 9月号（2016年7月20日、グリニッジクリエイティブマネジメント）
- 歌ってみたの本 March 2017（2017年2月1日、KADOKAWA）ISBN 978-4047344716
- 月刊山形ZERO☆23 6月号（2017年5月27日）
- ROCK AND READ vocal（2017年11月30日、シンコーミュージック）ISBN 978-4401771608
- ミレニアルズ May 2018 （2018年3月31日、KADOKAWA）ISBN 978-4047351059
- ミレニアルズ Autumn 2018（2018年9月12日、KADOKAWA）ISBN 978-4047353572

### 特設
1. ↑  1st Album『tWoluz』特設サイト
2. ↑  2nd Album『Labyrinth』特設サイト
3. ↑  3rd Album『Reflexión』特設サイト
4. ↑  1st Single『SISTER』特設サイト
5. ↑  『luz 1st TOUR -GENESIS-』公演特設サイト
6. ↑  『luz 2nd TOUR -Reflexión-』公演特設サイト
7. ↑  『luz 4th TOUR -FANATIC-』公演特設サイト
8. ↑  LIVE THEATER『Royal Scandal～秘恋の歌姫［ディーヴァ］～』公式サイト